# Схап, Йоханнес
Йоханнес Хенрикус Схап, C.Ss.R. (нидерл. Johannes Henricus Schaap; 27 сентября 1823, Амстердам, Нидерланды — 19 марта 1889, Парамарибо, Колония Суринам, Нидерланды) — прелат Римско-католической церкви, член Конгрегации Святейшего Искупителя, 4-й апостольский викарий Нидерландской Гвианы, 7-й титулярный епископ Эталонии.

## Биография
Йоханнес Схап родился 27 сентября 1823 года в Амстердаме в семье католиков. Он был сыном Иоганна Хёвелинга Схапа и Адрианы, урождённой Зибенхофф. Для отца брак с его матерью был вторым. Схап обучался в католической школе в Бодегравене, близ Амстердама. В 1839—1840 годах он учился у иезуитов в коллегии Святого Иосифа в Алсте, в Бельгии. В 1840—1843 годах продолжил образование у тех же иезуитов в коллегии в Катвейк-ан-де-Рейне, в Нидерландах. Схап не был примерным и прилежным учеником, имел средние оценки по предметам и не боялся вступать в споры с преподавателями. Окончив коллегию, поступил в Лейденский университет, где некоторое время изучал медицину. 
В марте 1844 года Схап поступил в новициат редемптористов в Сейнт-Трюйдене, в Бельгии, где 24 мая 1845 года принял монашеский постриг. Завершив изучение теологии и философии в семинарии редемптористов в Виттеме, 13 августа 1850 года он был рукоположен в священнический сан. Некоторое время после этого он пробыл в Виттеме, сначала помогая Йоханнесу Лойарду в переводе на нидерландский язык сочинений Альфонса де Лигуори, затем, с 1853 по 1855 год, преподавая в местной семинарии гуманитарные дисциплины, философию и церковную историю.
С 1855 по 1859 год трудился на приходских миссиях редемптористов в Амстердаме. С 1859 по 1865 год жил и трудился в общине редемтористов в Хертогенбосе. В это время он пережил духовный криз. Руководство конгрегации направило его в общину в Маустрен, в Австрии, где Схап прожил с 1865 по 1866 год. Здесь он преподавал нравственное богословие. Вернувшись в Виттем, Схап в 1868 году был назначен настоятелем провинции редемтористов в Нидерландах. Он перенёс главный дом конгрегации из Хертогенбоса в Амстердам и довершил основание новой общины в Розендале. Схап основал подготовительную семинарию конгрегации в Нидерландах, которую после перевёл из Амстердама в Самбек. Он принял редемптористов из Германии, бежавших оттуда во время культуркампф.
В 1871 году Схап впервые посетил редемптористов в колонии Суринам, откуда вернулся с больным епископом Йоханнесом Баптистой Свинкелсом, прибывшим в Нидерланды поправить здоровье. Со времени той поездки, он много времени уделял общинам конгрегации в Суринаме. В 1874 году, завершив служение провинциала, Схап был назначен настоятелем редемптористов в Парамарибо. 20 июня 1876 года Схапа назначили про-викарием апостольского викария Нидерландской Гвианы, после смерти которого он стал его преемником.
10 сентября 1880 года римский папа Пий IX назначил Схапа апостольским викарием Нидерландской Гвианы с возведением в сан титулярного епископа Эталонии. Епископскую хиротонию, которая состоялось 10 октября того же года, возглавил Йоханнес Аугустинус Паредис, епископ Рурмонда, которому сослужили Иоганн Теодор Лаурент, титулярный епископ Херсонеса Критского и Петер Маттияс Сниккерс, епископ Харлема. 6 января 1881 года Схап прибыл в Суринам. Во время своего руководства апостольским викариатством, он уделял большое внимание просветительской деятельности, строил школы и приюты. При нём был построен кафедральный собор Святых Петра и Павла в Парамарибо. Схап умер в Парамарибо 19 марта 1889 года.